# Przywódcy Hawajów

## Królowie Hawajów

### Dynastia Kamehameha
| # | Imię           |          | Lata życia                    | Lata życia                 | Czas rządów       | Czas rządów       | Rodzice                  |
| # | Imię           | Urodzony | Zmarł                         | Od                         | Do                |                   | Rodzice                  |
| - | -------------- | -------- | ----------------------------- | -------------------------- | ----------------- | ----------------- | ------------------------ |
| 1 | Kamehameha I   |          | około 1758                    | 8 maja 1819                | 1782              | 8 maja 1819       | Keōua Kekuʻiapoiwa II    |
| 2 | Kamehameha II  |          | 1797 Hilo                     | 14 lipca 1824 Londyn       | 20 maja 1819      | 14 lipca 1824     | Kamehameha I Keōpūolani  |
| 3 | Kamehameha III |          | 11 sierpnia 1813? Keauhou Bay | 15 grudnia 1854 Honolulu   | 14 lipca 1824     | 15 grudnia 1854   | Kamehameha II Keōpūolani |
| 4 | Kamehameha IV  |          | 9 lutego 1834 Honolulu        | 30 listopada 1863 Honolulu | 15 grudnia 1854   | 30 listopada 1863 | Kekūanāoʻa Kīnaʻu        |
| 5 | Kamehameha V   |          | 11 grudnia 1830 Honolulu      | 11 grudnia 1872 Honolulu   | 30 listopada 1863 | 11 grudnia 1872   | Kekūanāoʻa Kīnaʻu        |

### Dynastia Kalākaua
| # | Imię                |          | Lata życia                 | Lata życia                     | Czas rządów      | Czas rządów                 | Rodzice                             |
| # | Imię                | Urodzony | Zmarł                      | Od                             | Do               |                             | Rodzice                             |
| - | ------------------- | -------- | -------------------------- | ------------------------------ | ---------------- | --------------------------- | ----------------------------------- |
| 6 | Lunalilo I          |          | 31 stycznia 1835 Pohukaina | 3 lutego 1874 Honolulu         | 8 stycznia 1873  | 3 lutego 1874               | Charles Kanaina Kekāuluohi          |
| 7 | Kalākaua            |          | 16 listopada 1836 Honolulu | 20 stycznia 1891 San Francisco | 3 lutego 1874    | 20 stycznia 1891            | Kapaʻakea Keohokālole               |
| 8 | Lydia Liliʻuokalani |          | 2 września 1838 Honolulu   | 11 listopada 1917 Honolulu     | 20 stycznia 1891 | 17 stycznia 1893 Abdykowała | Caesar Kapaʻakea Analea Keohokālole |

- 1893–1894: Rząd Tymczasowy Hawajów
- 1894–1898: Republika Hawajów
- 1898: aneksja przez Stany Zjednoczone

## Prezydent Hawajów
- 1894–1900: Sanford B. Dole (1893–1894 premier Rządu Tymczasowego, od 1900 gubernator Hawajów)